# Thelma Terry
Thelma Terry (eigentlich Thelma Combes; * 30. September 1901 in Bangor, Michigan; † 30. Mai 1966) war eine amerikanische Jazzmusikerin (Bassistin und Bandleaderin, auch Sängerin) der 1920er-Jahre, deren Aufnahmen nach Ansicht von Allmusic als herausragende Beispiele des klassischen Chicago-Jazz gelten.

## Leben und Wirken
Combes war mit ihrer Mutter nach deren Scheidung nach Chicago gezogen. Die Mutter arbeitete als Haushälterin in einer wohlhabenden Familie, die im Musikgeschäft tätig war. Thelma besuchte die Austin High School (der die Austin High Gang entstammte, eine Gruppe später bekannter Jazzmusiker) und war mit 18 Jahren als Kontrabassistin Mitglied im Chicago Women’s Symphony Orchestra. Im Jazz spielte sie den Kontrabass im Stil von Steve Brown (ihrem Haupteinfluss) und Wellman Braud. Sie trat Anfang der 1920er-Jahre mit einer All-Girl-Band (Thelma Combes and her Volcanic Orchestra) auf und arbeitete 1925 im Colosimo’s Orchestra (den gleichnamigen Club unterhielt der stadtbekannte Mobster Jim Colosimo; er gehörte Al Capone), 1926 im Café Vanity Fair bei Howard Osborne. 1927 ließ die Music Corporation of America für Combes eine Band zusammenstellen, mit der sie in Chicago in The Golden Pumpkin im Stadtteil West Madison auftrat. MCA wählte das Pseudonym Thelma Terry und bewarb sie als „The Beautiful Blonde Siren of Syncopation“, „The Jazz Princess“ und „The Female Paul Whiteman“.
Thelma Terry and Her Playboys war ein neun- bis zehnköpfiges Ensemble, dem u. a. zeitweise Floyd O’Brian, Bud Jacobson, Bud Freeman, Gene Krupa, Charles Dornberger und Bob Zurke angehörten. Terry spielte 1928 für Columbia Records sechs Titel in zwei Sessions ein, u. a. meist populäre Tagesschlager wie „Dusky Stevedore“, „How Low Can You Go“, „Lady of Havana“, „Mama’s Gone, Good Bye“, „Starlight and Tulips“, „The Voice of the Southland (Keeps Callin’ Me Home)“ und „When Sweet Susie Goes Steppin’ By“. Ebenfalls 1928 nahm Terry noch mit Cliff Edwards auf („Good Little, Bad Little You“). Columbia hatte vor, Terry als Filmdarstellerin herauszustellen, und ließ sie 1929 im Tonfilm Broadway Scandals (Regie: George Archainbaud) in einer Nebenrolle mitwirken; außerdem plante man eine internationale Tournee mit der Band, die 1929 in Berlin beginnen sollte.
Die Zusammenarbeit mit den ausschließlich männlichen Bandkollegen gestaltete sich jedoch äußerst schwierig, da Terry den Rollenerwartungen ihrer Mitmusiker nicht entsprach und diese sie in ihrer Rolle als Bandleaderin nicht ernst nahmen. Über die Gründe für die Mitgliedschaft mancher Männer in der Band äußerte ein Zeitzeuge:

“only played in the band because they wanted to get into (Thelma’s) pants.”

„spielten nur in der Band, weil sie in (Thelmas) Höschen kommen wollten.“

Des Tourneelebens müde, heiratete sie spontan während eines Aufenthalts in Savannah Willie Haar, den Besitzer eines Wintersport-Resorts, in dem die Band auftrat. Thelma Terry löste die Band daraufhin auf; ihre Tochter Patti kam 1931 zur Welt. 1936 trennte sich das Paar und Terry kehrte nach Michigan zurück, um ein Comeback zu versuchen, was jedoch scheiterte. Ab Anfang der 1950er-Jahre lebte sie in Miami und kehrte Ende des Jahrzehnts nach Michigan zurück. Sie starb 1966 an Kehlkopfkrebs.
Im Jahr 1998 wurden Demoaufnahmen für die Sessions von 1928 entdeckt, auf denen Terry eine Vocalese-Version von Bix Beiderbeckes Solo in „Singin’ the Blues“ (1927) interpretiert.

## Würdigung
Scott Yanow stellte in seinem Buch Jazz on Records Terrys Ausnahmesituation in der damaligen (männlich dominierten) Jazzszene heraus; in den 1920er-Jahren hätten nur sehr wenige Musikerinnen die Gelegenheit zu Aufnahmen gehabt. Frauen hätten meist Piano oder Geige gespielt; dass ein Bassist (noch dazu eine Bassistin) eine Aufnahmesession leitete, sei für die Zeit sehr ungewöhnlich gewesen. Brian Rust, der bereits in seiner Monographie über die Dance Bands ausdrücklich auf Thelma Terry and the Playboys hinwies, urteilte in seinen Liner Notes für die Kompilation The Chicago Hot Bands 1924–1928:

„Diese Band […] ist sicher eine der bemerkenswertesten in der Geschichte des Jazz und Tanzmusik, dafür dass sie von einer gewinnenden attraktiven jungen Dame geleitet wurde. Nichts besonders, mag man einwenden; es gab andere Bands, die von ähnlich gutaussehenden Mädchen angeführt wurden… aber Thelma Terry war kein anschmiegsames Aushängeschild; sie spielte vor allen Dingen Kontrabass, und tat dies mit dem Geschmack und der Sicherheit, der mit männlichen Exponenten dieses Instruments wie Pops Foster, Joe Tarto, Steve Brown, John Kirby, Wellman Braud, Bill Johnson verbunden wird … Ein Blick auf das Personal dieser beiden Aufnahmesessions zeigt, dass hier die großen Namen des Chicago-Jazz versammelt waren, die vorwiegend Instrumentalversionen populärer Themen der Ära spielten.“

## Diskographische Hinweise
- The Chicago Hot Bands 1924–1928 (Timeless Records)
- The Obscure and Neglected Chicagoans (IAJRC)
- How Low Can You Go: Anthology of the String Bass (1925–1941) (Kompilation, 2007), mit Steve Brown, Thelma Terry, Wellman Braud, Pops Foster, Walter Page, Milt Hinton

## Lexikalischer Eintrag
- Scott Yanow: Jazz on Record: The First Sixty Years. Backbeat Books 2003, ISBN 0-87930-755-2.